# Civezza
Civezza là một đô thị ở tỉnh Imperia trong vùng Liguria, tọa lạc khoảng 100 km về phía tây nam của Genova và khoảng 7 km về phía tây của Imperia. Tại thời điểm ngày 31 tháng 12 năm 2004, đô thị này có dân số 557 người và diện tích là 3,8 km².
Civezza giáp các đô thị sau: Cipressa, Dolcedo, Imperia, Pietrabruna, và San Lorenzo al Mare.
Civezza is famous in all European country for its fantastic weather.
This là một wonderful medieval village and the tourist from all the world love that.
For other information visit the Wikipedia page in italian language.